# Decenio Internacional para la Acción «El agua, fuente de vida»
La Organización de las Naciones Unidas proclama el período de 2005 a 2015 Decenio Internacional para la Acción, “El agua, fuente de vida”, que dará comienzo el 22 de marzo de 2005, Día Mundial del Agua.

## Celebración
El 23 de diciembre de 2003 la Organización de las Naciones Unidas en la Resolución 58/217 proclama el período de 2005 a 2015 Decenio Internacional para la Acción, “El agua, fuente de vida”, que dará comienzo el 22 de marzo de 2005, Día Mundial del Agua.

¡Cuenta atrás para celebrar el día del agua y el desarrollo sostenible! 
Fecha: Del 20 al 22 de marzo de 2014 
Lugar: en todo el mundo y en Nueva Delhi, India 
La Asamblea General de las Naciones Unidas adoptó el 22 de diciembre de 1992 la resoluvion A/RES/47/193 por la que el 22 de marzo de cada año se declara Día Mundial del Agua. Se trata de un día para reflexionar y marcar la diferencia para la población mundial que sufre de problemas relacionados con el agua y prepararse para la gestión del agua en el futuro. El lema de este año, "Agua y Desarrollo Sostenible ', se dirige a fomentar la reflexión sobre cómo el agua es fundamental para las tres dimensiones del desarrollo sostenible: social, económica y ambiental, así como la necesidad de pasar de un enfoque sectorial del agua hacia un enfoque multidisciplinar, que capte las interconexiones entre la alimentación, la energía, la salud, el comercio, el medio ambiente y el agua. Cada año, ONU-Agua ofrece recursos para inspirar las celebraciones de este día. En la página web del Día Mundial del Agua 2015 puedes aprender sobre el agua y el desarrollo sostenible, descargar materiales y promover y buscar eventos que suceden en tu región. ¡Comparte tus actividades, ideas y recursos!
Organización de las Naciones Unidas